# Onthophagus mundill
Onthophagus mundill är en skalbaggsart som beskrevs av Matthews 1972. Onthophagus mundill ingår i släktet Onthophagus och familjen bladhorningar. Inga underarter finns listade i Catalogue of Life.